# 克里斯蒂安·安薩爾迪
克里斯蒂安·丹尼爾·安薩爾迪（西班牙語：Cristian Daniel Ansaldi，1986年9月20日—）是一名阿根廷足球運動員，司職左後衛，也可客串左中場。他在場上以出色的攻守和邊路速度爆破為名。

## 俱樂部生涯

### 早年/紐維爾舊生
7岁时安萨尔迪在纽维尔舊生的梯队开始了自己的足球生涯。2005年，在对阵拉普拉塔体操足球俱乐部的比赛中，时任教练Juvenal Olmos给了安萨尔迪首秀的机会。但是，尽管他在第一场甲级联赛中给大家留下了一个好印象，在安萨尔迪首发的很多场次中，球队都输掉了比赛。此外，以迷信著称的俱乐部的新帅Pablo Marini指责安萨尔迪为“mufa”（带来厄运的人），在当年的大部分比赛中，安萨尔迪都被排除在比赛名单之外。在Marini离开后，Ricardo Caruso Lombardi成为俱乐部新帅，安萨尔迪又重新得到信任，成为主力，并在联赛中首发，他在纽维尔身披15号球衣，一共代表一线队出场29场比赛，进了2个球。

### 喀山魯賓
2008年初，安萨尔迪以800万美元的身价转会俄超球隊喀山鲁宾。接连帮助俱乐部赢得了2008年和09年两个赛季的联赛冠军锦标。其中在2009年10月25日，对阵罗斯托夫足球俱乐部的俄超比赛中，安萨尔迪攻入其首粒俄超联赛进球。为喀山鲁宾出场161次，打进6粒球。

### 澤尼特
2013年8月，转会到俄超球隊澤尼特。

### 馬德里競技
2014年7月29日，他被媒體發現他現身在西甲球會馬德里競技在美國的季前訓練營，並穿上馬德里競技的訓練服。2014年8月1日，他以租借形式加盟床單軍團一年。8月10日，安薩爾迪在對陣沃尔夫斯堡的友誼賽中不慎擊中隊友馬里奥·蘇亞雷斯頭部，蘇亞雷斯隨即因腦震盪而倒地昏迷並被送往醫院搶救。
安薩爾迪在8月19日舉行的2014年西班牙超級盃首回合作客皇家馬德里的比賽中以替補身份上場。他在下半場64分鐘入替有黃牌在身的。

### 熱那亞
2015年9月1日，热那亚足球俱乐部官方宣布，阿根廷后卫安萨尔迪正式加盟球队。

### 國際米蘭
2016年6月23日，安萨尔迪与意甲球隊國際米蘭签约三年转会费700万欧元。

## 國際賽生涯
2008年，入选巴蒂斯塔的阿根廷23歲以下足球代表隊，并在2月6日对阵危地马拉的比赛中上场，2008年5月24日，代表阿根廷国奥出战对阵加泰罗尼亚联队的友谊赛，但可惜最终没能入选2008年北京奥运会阿根廷代表队。
凭借稳定不俗的表现，安萨尔迪在2009年引发了时任阿根廷国家队主教练马拉多纳的注意，2009年11月14日，其在与西班牙的热身赛中完成了国家队的处子秀，打满全场并吃到一张黄牌。虽然未能入围2010年世界杯阿根廷队，但逐步成为国家队大名单常客。

## 獎項
魯賓卡山
- 俄羅斯超級足球聯賽：2008年、2009年冠軍
- 俄羅斯超級盃：2010年、2012年冠軍
- 俄羅斯盃：2012年冠軍

馬德里體育會
- 西班牙超級盃：2014年冠軍

## 外部連結
- 克里斯蒂安·安薩爾迪的Facebook專頁
- Guardian statistics
- 克里斯蒂安·安薩爾迪在 National-Football-Teams.com 上的出场纪录